# Скерда Жакена
Ске́рда Жаке́на (лат. Crépis jacquínii) — вид многолетних травянистых растений рода Скерда семейства Астровые (Asteraceae).

## Распространение и экология
Гемикриптофит, распространён в Европе в различных климатических зонах.
Обитает на свежих, каменистых и известковых почвах, в скальных расщелинах, на оползнях и зернистых почвах от предгорий до субальпийского пояса. Обычно включается в заросли сеслерий.

## Биологическое описание
Многолетнее травянистое растение высотой 3—50 см с коротким чёрным корневищем.
Стебель прямостоячий, а верхней половине ветвистый.
Листья копьевидные, голые или сверху рассеянно-опушённые. Прикорневые листья собраны в розетку, цельнокрайные или зубчато-городчатые, сужающиеся в черешок, верхние перистораздельные, с линейно-ланцетными долями.
Корзинки диаметром 2 см, обёртка двухрядная, сложенная из линейных прицветников с плёнчатой окаёмкой, внутренние по длине дважды превышают внешние. Цветки язычковые, светло-жёлтые. Время цветения — с июля по август.
Плоды — семянки с грязно-белым хохолком.

## Классификация

### Синонимы
По сведениям базы данных The Plant List
- Aracium chondrilloides D.Dietr.
- Berinia jacquinii Sch.Bip.
- Brachyderea jacquinii Sch.Bip.
- Crepis chondrilloides Froel.
- Crepis chondrilloides (L.) Rchb.
- Crepis froelichii Steud.
- Crepis rhaetica Nyman
- Geracium chondrilloides Rchb.
- Hieracium chondrilloides L.